# Elena Di Girolamo
Elena Di Girolamo fue una política argentina, miembro del Partido Peronista Femenino, que se desempeñó como senadora nacional por la provincia de Corrientes entre 1952 y 1955. Formó parte del primer grupo de senadoras que ingresó al Congreso de la Nación Argentina, con la aplicación de la Ley 13.010 de sufragio femenino.
Era oriunda de Mercedes (Corrientes), donde su padre era jefe de la estación ferroviaria. Vivió en Buenos Aires y trabajó con Eva Perón, integrando el Partido Peronista Femenino (PPF). Fue inspectora del PPF en la provincia de Santa Fe.
En las elecciones de 1951 fue elegida senadora nacional por la provincia de Corrientes, asumiendo en abril de 1952. Integró la comisión de Legislación General y Asuntos Técnicos y fue secretaria de la comisión de Obras Públicas.
Su mandato finalizó en abril de 1955, siendo sucedida por otra senadora, Zelmira Antonia de Luca de Soto.